# Madschar
Madschar oder Midschr (arabisch مجر, DMG maǧar, miǧr), ägyptisch-arabische Aussprache Magar, ist ein altes Gewichtsmaß für Edelsteine und -metalle, das in Ägypten und Iran verwendet wurde. Nach dem Handbuch der ägyptischen Regierung von 1924 gilt: 1 Madschar = 18 Qīrāt. Hieraus ergibt sich ein metrisches Gewicht von 3,51 Gramm. In Iran wurde das Gewichtsmaß in Bandar Abbas für Schmuckgegenstände verwendet. Dort entsprach es 18 Nochud = 3,47 Gramm.

## Belege
1. ↑  Martin Hinds; El-Said Badawi: A dictionary of Egyptian Arabic. Librairie du Liban, Beirut, 1986. S. 811.
2. ↑  Goerg Kampffmeyer: "Das heutige Ägypten. Arabische Texte mit Erläuterungen als Einführung in ein quellenmäßiges Studium der Gegenwartsverhältnisse des ägyptischen Volkes" in Mitteilungen des Seminars für Orientalische Sprachen, Westasiatische Studien. 28 (1925) 1–91. Hier S. 25.
3. ↑  Walther Hinz: Islamische Masse und Gewichte: umgerechnet ins Metrische System. E.J. Brill. Leiden/Köln 1970. S. 15.
4. ↑  Willem Floor: "Weights and Measures in Qajar Iran" in Studia Iranica 37 (2008) 57–114. Hier S. 101.